# Đông (xã)
Đông là một xã thuộc huyện Kbang, tỉnh Gia Lai, Việt Nam.

## Địa lý
Xã Đông nằm ở phía Đông Nam huyện Kbang, tỉnh Gia Lai, cách trung tâm huyện 5 km, có vị trí địa lý: 
- Phía Đông giáp xã Nghĩa An
- Phía Tây giáp xã Lơ Ku, Tơ Tung
- Phía  Nam giáp xã Kông Lơng Khơng, Kông Bờ La, Đăk HLơ
- Phía Bắc giáp thị trấn Kbang và xã Đak SMar.

### Địa hình
Là xã ven đô, có địa hình thuộc vùng trung du và tương đối bằng phẳng.

## Hành chính
Xã Đông được chia thành 11 thôn làng.

## Lịch sử
Xã Đông là một xã được thành lập theo Nghị định số 181/NĐ-HĐBT, ngày 28 tháng 12 năm 1984 của Hội đồng Bộ trưởng (nay là Chính phủ), toàn xã có diện tích tự nhiên 16.416 ha. 
Năm 2006, Chính phủ ban hành nghị định số 39/NĐ-CP về chia tách xã mới là xã Đắk Smar từ xã Đông. 
Hiện nay, xã Đông có tổng diện tích tự nhiên 3.597,84 ha; có 4.401 hộ 5.881 khẩu.

## Kinh tế
Là một xã vùng II với cơ cấu kinh tế chủ yếu là sản xuất nông nghiệp gắn với phát triển dịch vụ, qua quá trình sản xuất người dân đã dần tích lũy kinh nghiệm, biết áp dụng tiến bộ khoa học kỹ thuật vào trồng trọt và chăn nuôi. Với địa hình đất đai vừa đồi núi vừa đất bằng và cây trồng chủ lực là mía, mỳ, cà phê và một số cây rau màu như: ớt, dưa, bí, chanh dây,... về vật nuôi chủ yếu là: bò lai, bò thịt, heo hướng nạc. Bên cạnh hiện đang vận động nhân dân chuyển dần sang cây Keo lai đối với những vùng đất đồi, đất đốc hoang hóa, bạc màu,... từ đó kinh tế từng bước phát triển nhanh.

## Giao thông
Xã có đường tỉnh lộ 669 chạy qua lợi thế trong việc giao lưu trao đổi, buôn bán hang hóa.